# Психиатрическая больница

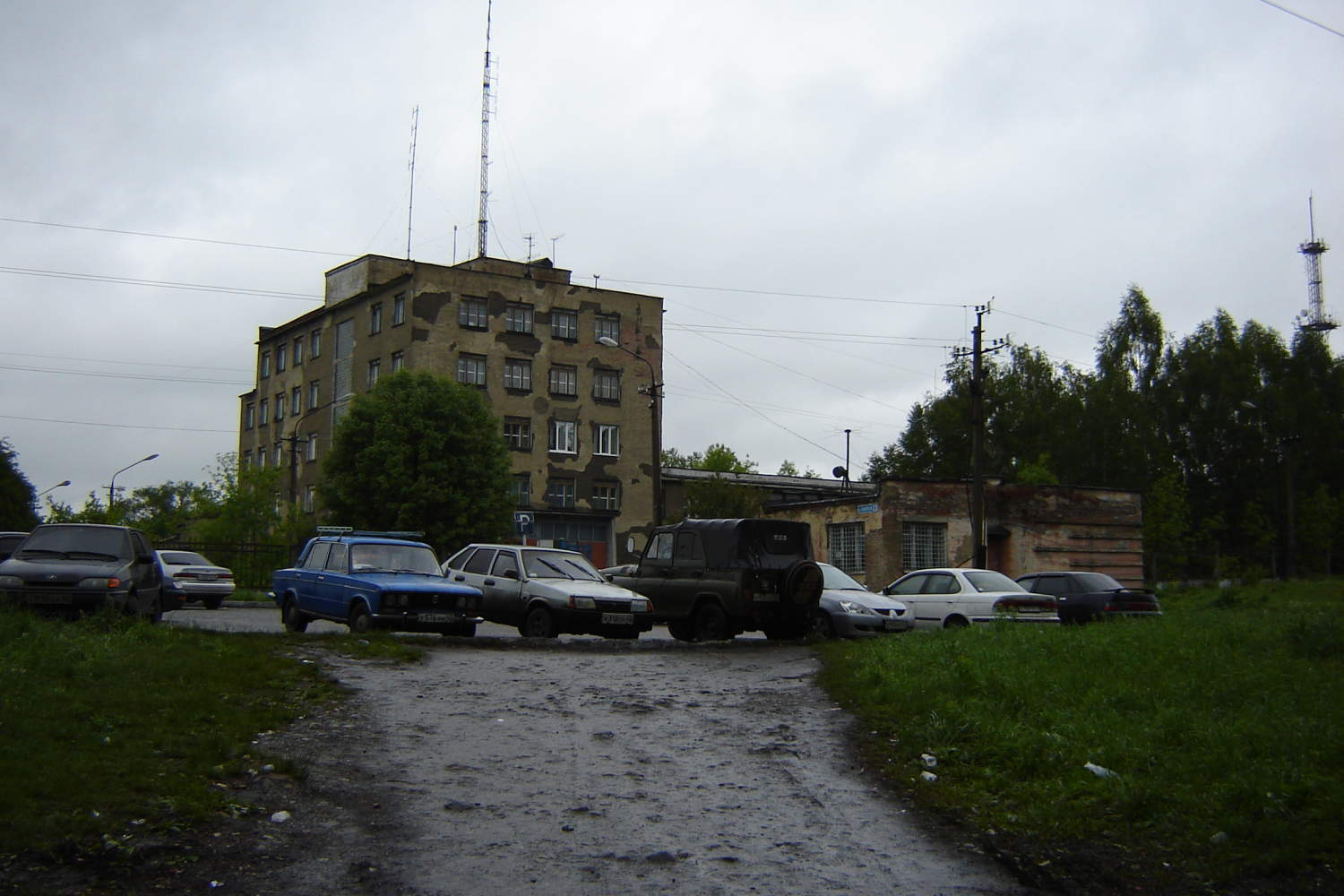
Новокузнецкая клиническая психиатрическая больница

Психиатрическая больница (психбольница) — стационарное учреждение здравоохранения, осуществляющее лечение и реабилитацию лиц с психическими расстройствами, а также выполняющее экспертные функции, занимаясь судебно-психиатрической, военной и трудовой экспертизой.

## История
Историками высказывались утверждения, что первая психиатрическая больница возникла вблизи прусского (немецкого) города Эльбинг (1326) либо в испанском городе Валенсия (1410). В 2005 году на конгрессе Всемирной психиатрической ассоциации прозвучало мнение, согласно которому первые учреждения такого рода появились в VIII веке на Ближнем Востоке (Багдад, 705). Известно также, что специальные больницы, в которых лечили умалишённых, существовали в Константинополе — одна из таких больниц помещалась при церкви св. Анастасии, считавшейся целительницей душевнобольных.

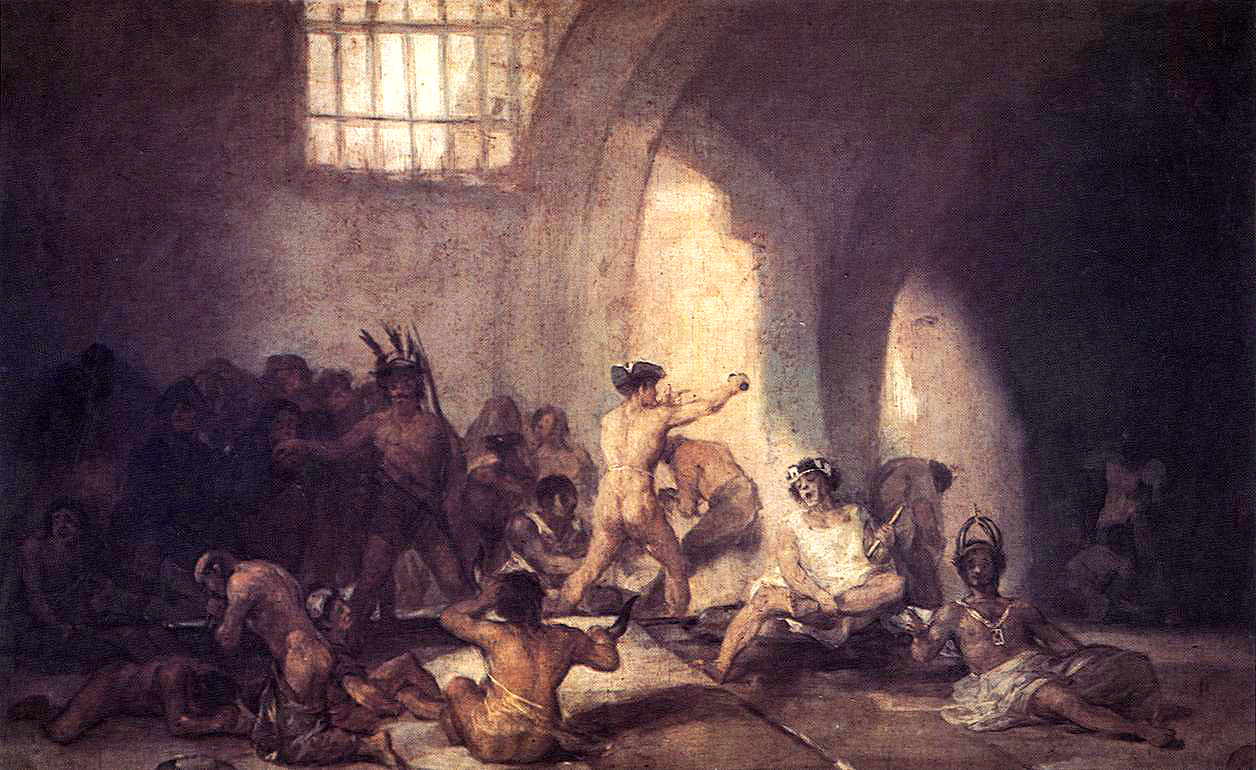
Дом умалишённых, Франсиско Гойя

Лечение безумия в Западной Европе существовало ещё до возникновения первых психиатрических больниц, и в ряде средневековых европейских больниц — как, например, Отель-Дьё в Париже — присутствовали койки, предназначенные для душевнобольных (нередко это были отгороженные места для содержания буйных). В XV веке вначале в Испании, а затем и в Италии создаются крупные изоляторы, предназначенные для людей с психическими расстройствами. На протяжении XV—XVI веков в Испании возникает целая сеть психиатрических учреждений; в XVI веке специальные заведения для содержания душевнобольных возникают в Германии, Швейцарии, Швеции. Как правило, эти учреждения не преследовали лечебных целей; организация жизненного пространства была примитивной, широко применялись цепи и наручники. Порой психиатрические заведения организовывались в бывших лепрозориях. Несмотря на существование подобных учреждений, вплоть до середины XVII века практика изоляции безумных была мало распространена: безумие было неотъемлемой частью культуры, частью повседневного опыта.
В XVII веке по всей Европе создавались крупные изоляторы, так называемые «общие госпитали» (по сути не являвшиеся медицинскими учреждениями), работные, арестантские и исправительные дома, где наряду с безумными содержались бедняки и бродяги, лица с физическими изъянами, «мошенники», венерические больные, либертины, вольнодумцы, развратники, расточители и другие лица с нежелательным поведением. Так, в Париже были открыты Общий госпиталь, Бисетр и Сальпетриер; во Франции в каждом большом городе возникает «общий госпиталь». Эти заведения не имели какого бы то ни было медицинского предназначения, люди помещались туда лишь с целью изоляции. В подобных учреждениях существовал принудительный труд. Во второй половине XVIII такие формы изоляции лиц с нежелательным поведением подвергаются критике — и с политической, и с экономической точки зрения; возобладало мнение о необходимости устранения этих учреждений.
В середине XVIII века создаётся множество домов, куда принимались исключительно умалишённые. Теперь изоляции такого рода подвергаются лишь они.
В конце XV века в Лондоне начинает функционировать Бедлам — психиатрическая больница, устроенная в старом аббатстве Вифлеемской Божьей Матери. Историк психиатрии Ю. Каннабих отмечает, что именно в Англии «выработан был тип… массивных громад тюремного образца, с высокими стенами, мрачного вида воротами и запорами, тяжёлыми и жуткими». Несколько столетий, вплоть до последней трети XVIII века, душевнобольные в Бедламе приковывались к стенам цепями и лежали на соломе в одиночных камерах, куда почти не проникал солнечный свет. Зачастую они подвергались избиениям. По праздникам в Бедлам допускались посетители за умеренную плату. По-видимому, условия содержания в большинстве других английских домов для умалишённых были не менее тяжёлыми, чем в Бедламе.
В сходных условиях содержались пациенты и в государственных больницах Парижа, а также — вплоть до начала XIX века — в учреждениях других городов Франции. Согласно декрету от 16 сентября 1760 года, каждый душевнобольной в Париже должен был пройти через больницу Отель-Дьё, пациенты которой пребывали в тесноте и в антисанитарной обстановке. Лечение кровопусканиями, слабительными, опием и чемерицей, обливаниями холодной водой должно было позволить понять, излечим данный пациент или нет. Если спустя несколько недель не наступало улучшения, пациента переводили в Petites Maisons (буквально «Маленькие домики») либо в Бисетр (для мужчин) или Сальпетриер (для женщин), откуда он в дальнейшем не имел возможности выйти даже при благоприятном течении заболевания. Заключённые Бисетра и Сальпетриера содержались в узких, холодных и сырых каменных карцерах; срок пребывания в этих заведениях мог длиться несколько месяцев или лет, а порой и 12—15 лет. Горожане с левого берега Сены по воскресеньям совершали развлекательную прогулку в Бисетр, чтобы поглядеть на знаменитых сумасшедших.
Существовали в Англии и Франции XVIII века и более благоустроенные учреждения, пациенты которых пребывали в сравнительно комфортных условиях и в которых не применялись излишне жестокие меры стеснения: именно таковы были парижские пансионы ордена иоаннитов, предназначенные для представителей привилегированных слоёв общества, лондонская больница св. Луки и знаменитый «Йоркский Ретрит», основанный в 1796 году Уильямом Тьюком.

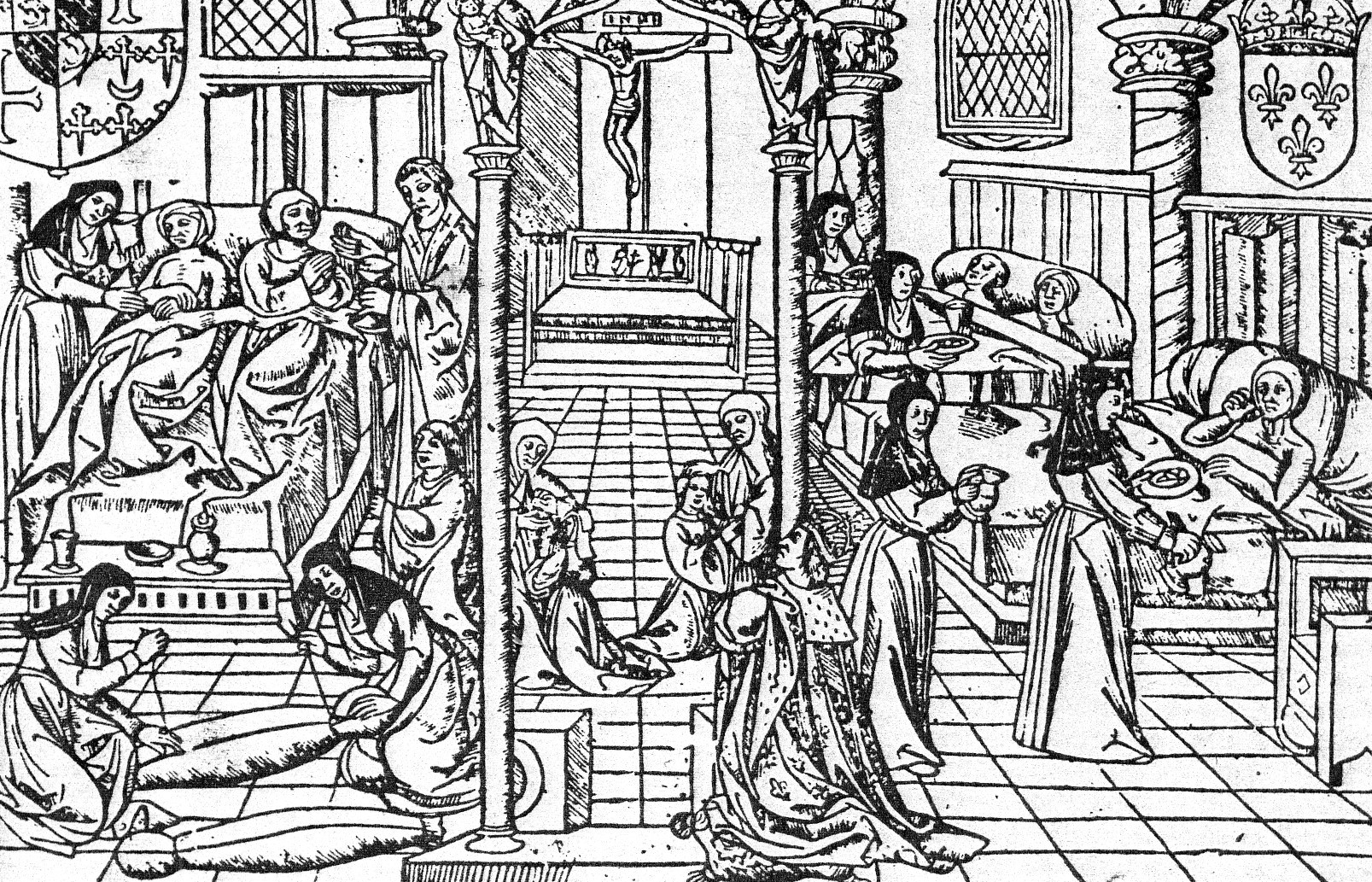
«Отель-Дьё в Париже». Триптих, около 1500 г.

Общественно-политические изменения в Европе второй половины XVIII века и развитие наук повлекли за собой начало широких больничных реформ. 25 августа 1793 года главным врачом Бисетра был назначен Филипп Пинель, впервые снявший цепи с содержавшихся там узников. Практическая деятельность и теоретические работы Пинеля заложили основы больничной психиатрии первой половины XIX века: уничтожение тюремного режима с оковами и цепями, без света, свежего воздуха и без возможности общения, применение более гуманных мер стеснения (осторожное привязывание пациента к койке, смирительная рубашка, помещение в изолятор), тщательное наблюдение пациентов как один из основных методов исследования.
В Германии реформирование больничной психиатрии осуществилось к концу 1-й половины XIX века, но даже к середине столетия гуманный подход к условиям содержания пациентов и мерам стеснения распространился не всюду. До реформирования в германских заведениях для умалишённых обычны были избиения, в ходу были палки и плети; узники этих заведений зачастую голодали и погибали от истощения. Знаменитым учреждением была венская «башня безумных» (Narrenturm) — пятиэтажное здание, в котором в 139 «каменных мешках» находилось от 200 до 250 душевнобольных. Широко использовалась в Германии «механизированная психотерапия» психозов — целый ряд механических приспособлений, порой представлявших собой настоящие пытки: смирительный стул, смирительная кровать, вращательная машина, «мешок» (Sack). В качестве методов лечения применялись также жгучие втирания, прижигание калёным железом, «тошнотная терапия», специальные водолечебные приёмы (внезапное погружение в холодную воду, ледяной душ и пр.). Ещё в 1803 году немецкий медик Иоганн Христиан Рейль, происходивший из Восточной Фрисландии, восклицал:
Мы запираем этих несчастных созданий словно преступников в сумасшедшие дома, в эти вымершие тюрьмы за городскими воротами, где в глухих расщелинах поселились совы… и оставляем их там загнивать в собственных нечистотах.
В первой половине XIX века в Англии большинство пациентов домов для умалишённых жили в условиях не менее тяжёлых, чем прежде: переполненные и плохо отапливаемые палаты, хроническое голодание, грязь и сырость, использование цепей и наручников, практика приковывания больных к койкам на длительный срок ради удобства персонала. Деятельность Э. Чарльсворта и Р. Гилля в городе Линкольне, Дж. Конолли в Ханвелле привела к преобразованиям, которые начались со строгих ограничений в использовании мер стеснения: горячечная рубашка, наручники, камзол и ремни применялись в больницах этих городов теперь лишь в крайних случаях. Директор дома умалишённых в Ханвелле Дж. Конолли провозгласил новый принцип: no restraint (никаких стеснений), ставший лозунгом новой эпохи в психиатрии. При новой системе вместо физических мер стеснения в психиатрических учреждениях Англии применялось теперь удерживание больных руками служителей и помещение на короткие сроки в усовершенствованные изоляторы — комнаты, в некоторых случаях обитые матрацами. Как отмечает в «Истории психиатрии» Ю. Каннабих, «стеснение не было изжито без остатка; ещё существовали стены изолятора и его крепкие двери. Борьба с изолятором составила задачу следующего этапа в истории психиатрии. Эта борьба закончилась победой только через много лет после Конолли…»

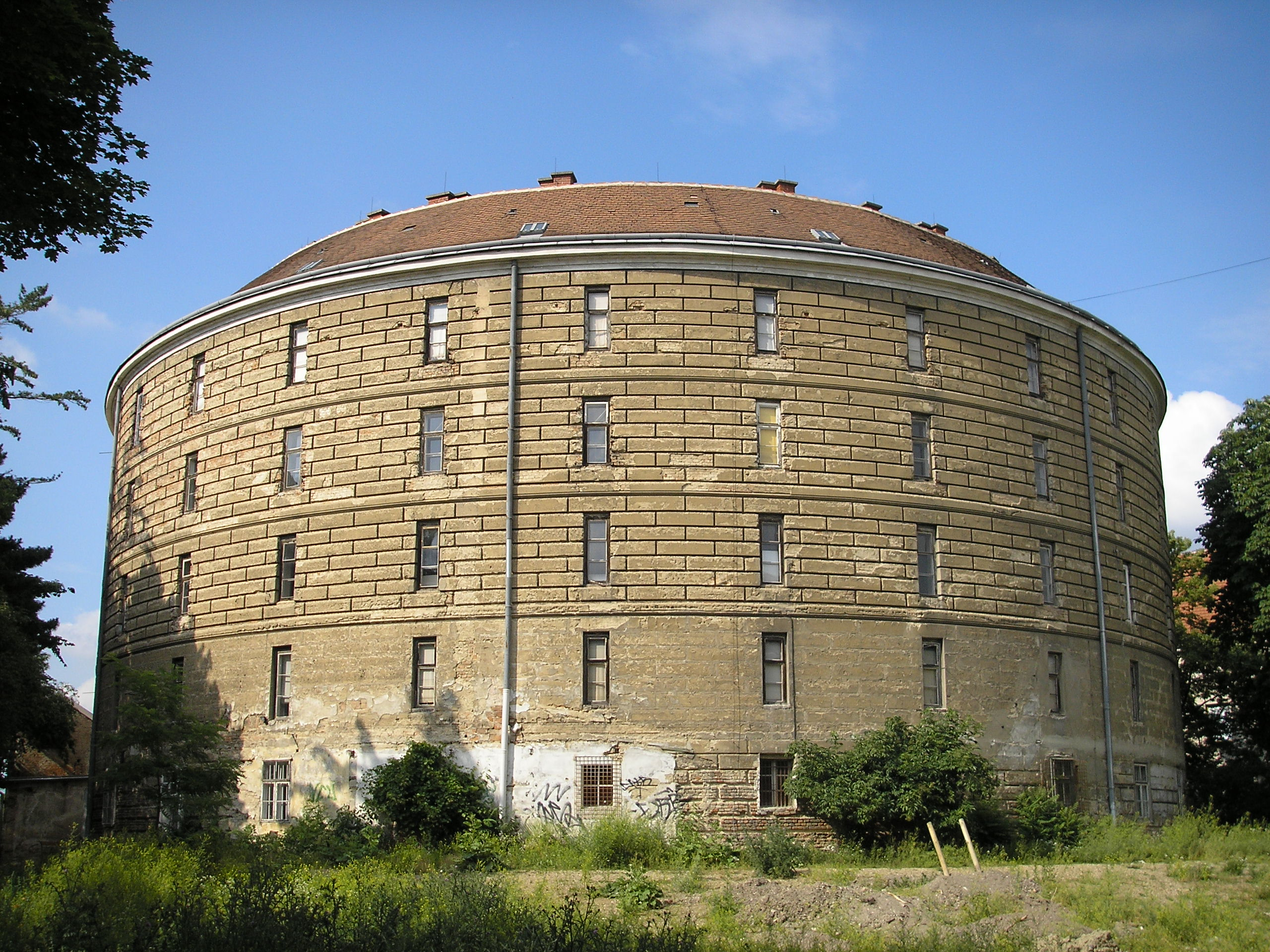
Венский Narrenturm, одно из первых зданий, спроектированных специально для содержания душевнобольных (дата основания — 1784 год)

Система Конолли значительно повлияла на практику психиатрических учреждений в Европе. В 60—70-е годы XIX века система нестеснения (отказ от связывания и использования смирительных рубашек) получает распространение в Германии, Швейцарии и Нидерландах. К концу XIX века в Германии происходит отказ от изоляторов.
В начале 70-х годов XIX века шотландский психиатр Б. Тьюк, который считал систему нестеснения в организации психиатрической помощи полумерой, ввёл систему «открытых дверей» (open door) для 95 % госпитализировавшихся пациентов, которая вскоре получила признание и в других странах: почти полное отсутствие решёток и замков, возможность для пациентов свободно входить и выходить из учреждения, отсутствие огороженных двориков.
Однако большинство крупных государственных учреждений в европейских странах и США не смогли внедрить успешный опыт первых сторонников нравственного отношения к пациентам. Финансовые ограничения, большая численность пациентов и отсутствие альтернатив существующим формам оказания помощи привели к быстрому преобразованию государственных психиатрических лечебниц в учреждения закрытого типа. К концу XIX — началу XX века движение за гуманизацию психиатрии пришло в упадок. Государственные психиатрические больницы могли обеспечить лишь скромное содержание пациентов и самое неэффективное лечение, и с каждым годом эти больницы всё больше переполнялись. Длительная госпитализация опять стала обычным явлением. Основной акцент сместился на охрану, изоляцию и обеспечение пациентов (так называемая надзирательная психиатрия). Теснота помещений неблагоприятно влияла на поведение пациентов и препятствовала созданию гуманных и терапевтических условий.
Вторая половина XIX века стала временем активного строительства психиатрических больниц во многих странах. В Германии и Англии предпочтение отдавали низкоэтажным квадратным зданиям, позднее — павильонной системе планировки. Французские психиатры, следуя рекомендациям Пинеля, предпочитали строительство небольших одноэтажных домиков. В США стали появляться крупные здания, выстроенные в соответствии с планом Киркбрайда.
Вплоть до XX века слабо финансируемое неэффективное госпитальное лечение приводило к превращению государственных больниц США в переполненные и производящие крайне тяжёлое впечатление тюрьмы.
Для XX века характерно развитие различных форм внебольничной психиатрической помощи. Исследования показали, что содержание в психиатрических больницах закрытого типа даёт минимальный терапевтический эффект, а в ряде случаев даже приводит к усугублению и обострению психических расстройств. Повысилось внимание к нарушениям прав человека, происходящим в закрытых психиатрических учреждениях.
В зарубежных странах возникшее в 1950-е годы антипсихиатрическое движение привело к деинституционализации — широкомасштабному сокращению количества психиатрических коек, закрытию многих психиатрических стационаров и созданию амбулаторных служб. Наиболее выраженный характер она приобрела в Италии, где согласно принятому в 1978 году Закону 180 предусматривалось закрытие всех психиатрических больниц и оказание помощи альтернативными общественными службами психического здоровья.
Кроме развития амбулаторных служб, в XX веке формируется система полустационарной психиатрической помощи. В 1935 году J. Woodall организовал дневное пребывание лиц с психическими расстройствами в одном из санаториев Бостона, в 1938 году H. Boyle создала в женском госпитале г. Хоув (Англия) режим дневного пребывания психически больных. Впоследствии во многих странах система полустационарной помощи получает всё большее развитие, выступая в качестве альтернативы стационарной. Создаются дневные стационары, полустационары, профилированные для пациентов с различными заболеваниями, для разных возрастных групп, организуются воскресные стационары, стационары конца недели, стационары на полпути, ночные клиники, центры послебольничного ухода и реабилитации.

### Россия и СССР
Вплоть до XVIII века душевнобольные в России находились на попечении монастырей. Самой старой психиатрической больницей в России порой называют Колмовскую больницу: в 1706 году новгородский митрополит Иов построил в Колмовском монастыре под Новгородом дом для подкидышей и инвалидную больницу, где содержались и лица с психическими расстройствами.
После указа Петра III в 1762 году о постройке доллгаузов, нем. toll — безумный, сумасшедший, нем. haus — дом («Безумных не в монастыри определять, но построить на то нарочитый дом, как то обыкновенно и в иностранных государствах учреждены доллгаузы, — а впрочем быть по сему»), историографом Ф. Мюллером был предложен первый российский проект стационарного психиатрического учреждения. В противоположность монастырской медицине, Мюллер отделяет медицинское лечение от религии: «Доктор употреблял всякие средства к их излечению, а прежде, нежели придут в разум, священникам у них дела нет». Проект Мюллера не был реализован, и специальные дома для умалишённых начали создаваться позднее — после 1775 года, когда в ходе губернской реформы были учреждены Приказы общественного призрения при губернских управлениях, занимавшиеся открытием отделений для лиц с психическими расстройствами при больницах и строительством специализированных «желтых домов».
В 1776 году был открыт первый на территории Российской империи специальный доллгауз «для пользования сумасшедших» в Риге, было создано психиатрическое отделение при Екатерининской больнице в Москве, а в 1779 году — Санкт-Петербургский доллгауз (в дальнейшем Обуховская больница). К 1810 году в Российской империи было открыто четырнадцать специализированных учреждений; к 1860 году их число достигло сорока трёх.
Строились такие учреждения, как правило, по общему плану с большими комнатами на 20 и более кроватей, приёмной, ванной, в ряде случаев — с комнатой для особо агрессивных пациентов и комнатой для обливания пациентов водой. По свидетельству современников, в качестве мер стеснения применялись железные цепи, «ремни сыромятные» и смирительные камзолы. Наряду с другими методами лечения, в ходу были рвотные средства, водолечение, кровопускание и лечение пиявками.
Основной функцией домов для умалишённых в то время оставалась изоляция и содержание больных. Лекарь, состоявший при таких учреждениях, смотрел только пациентов, которые «представляют надежду на выздоровление»; руководил учреждением, как правило, смотритель, не являвшийся врачом и не имевший медицинского образования. Нередко больные помещались в дом для умалишённых полицией без консультации с врачом. Большой проблемой был набор младшего персонала, который на практике приходилось набирать преимущественно из отставных солдат, «бродяг для кончания выправки», арестантов, совершивших нетяжёлые преступления. Больные в домах для умалишённых пребывали в тяжёлых условиях: так, в Преображенском «доме для умалишённых» в первой половине XIX века больных приковывали цепями и железными обручами. Постепенно в Преображенской больнице обручи сменялись кожаными ремнями, цепи — «запирательными шкафами» и «успокоительными креслами», начинали применяться фармацевтические средства и ванны, а в 1868 году — «горячечные рубашки» с привязыванием к постели.

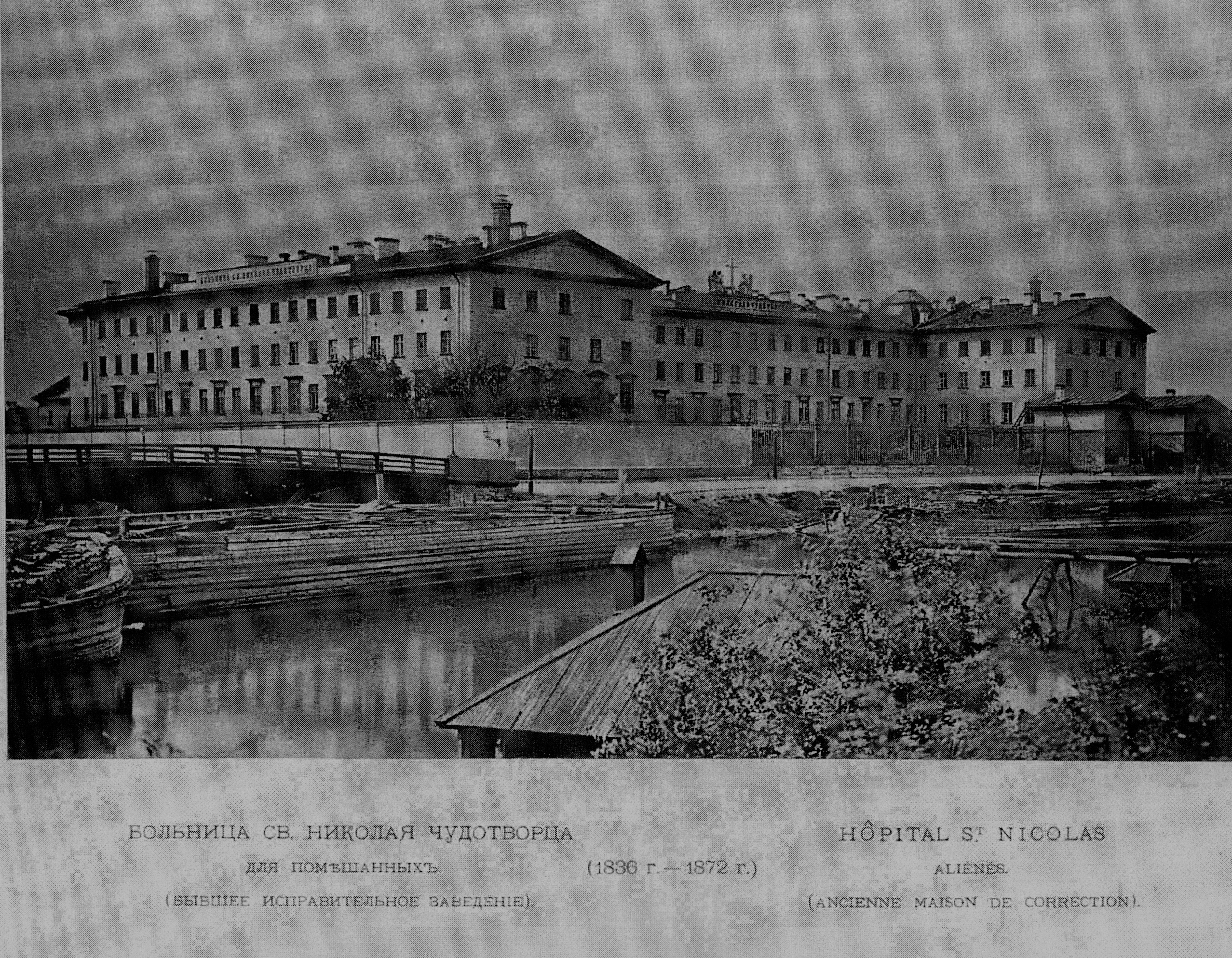
Больница Николая Чудотворца (Санкт-Петербург) в 1878 году

Большой толчок к развитию стационарной помощи дали реформы земского периода. Были приняты Указ Сената и Устав лечебных дел, согласно которым лицам с психическими расстройствами должна была оказываться безотказная помощь. Центральный земский участок осуществлял систематический учёт душевнобольных, наблюдение за ними, обеспечивал их лекарствами и оказывал материальную помощь. В 80—90-е годы XIX века происходило интенсивное строительство психиатрических больниц в различных российских городах (Москва, Тамбов, Саратов, Полтава, Харьков, Вологда, Курск и др.). Вместе с улучшением условий содержания больных возрастало и доверие населения к психиатрическим стационарам, увеличивался поток пациентов.
Значительный вклад в развитие психиатрической помощи внёс С. С. Корсаков. С именем Корсакова связано в России движение в пользу системы no restraint, которое оказалось более единодушным, чем в Европе, и реформа осуществилась намного быстрее. Во время работы Корсакова в психиатрической клинике по его настоянию были упразднены связывание больных, применение смирительных рубашек и другие меры насилия, сняты решётки на окнах, в отделениях создана уютная обстановка. Корсакову принадлежат работы о постельном содержании и присмотре душевнобольных на дому. Он резко выступил против предложенных и проводившихся на практике американскими хирургами стерилизации и кастрации душевнобольных, назвав эти мероприятия изуверскими. В его работах нашли отражение 5 принципов, которые легли в основу реформ того времени:
1. Моральное воздействие врачей-психиатров на больных.
2. Принцип нестеснения.
3. Принцип открытых дверей.
4. Принцип постельного содержания отдельных категорий больных.
5. Система рабочего режима[8].

Другим «русским Пинелем» стал, по некоторым оценкам, В. Р. Буцке, приход которого в Преображенскую больницу оказал большое влияние на историю психиатрии в России. В 1887 году Виктор Буцке, став главным врачом Преображенской больницы, вводит систему нестеснения, а с 1889 году — намного раньше, чем где-либо ещё в России, — систему открытых дверей.
Однако прогрессивные методы содержания и лечения нашли применение не во всех психиатрических учреждениях. Так, В. П. Сербский в 1887 году вынужден был уволиться из Тамбовской больницы, поскольку не смог добиться отмены связывания пациентов. Даже в конце XIX века пациенты многих психиатрических больниц находились в условиях тяжёлых, почти тюремных, хотя земские врачи предприняли немало усилий для реорганизации психиатрической помощи и гуманизации условий содержания. Больницы были переполнены. Несмотря на введенный в некоторых учреждениях режим нестеснения, в других учреждениях излишне жёсткие меры стеснения (горячечные рубашки, длительное помещение в изолятор, влажные обёртывания, ремни с кожаными браслетами) применялись даже в начале XX века.

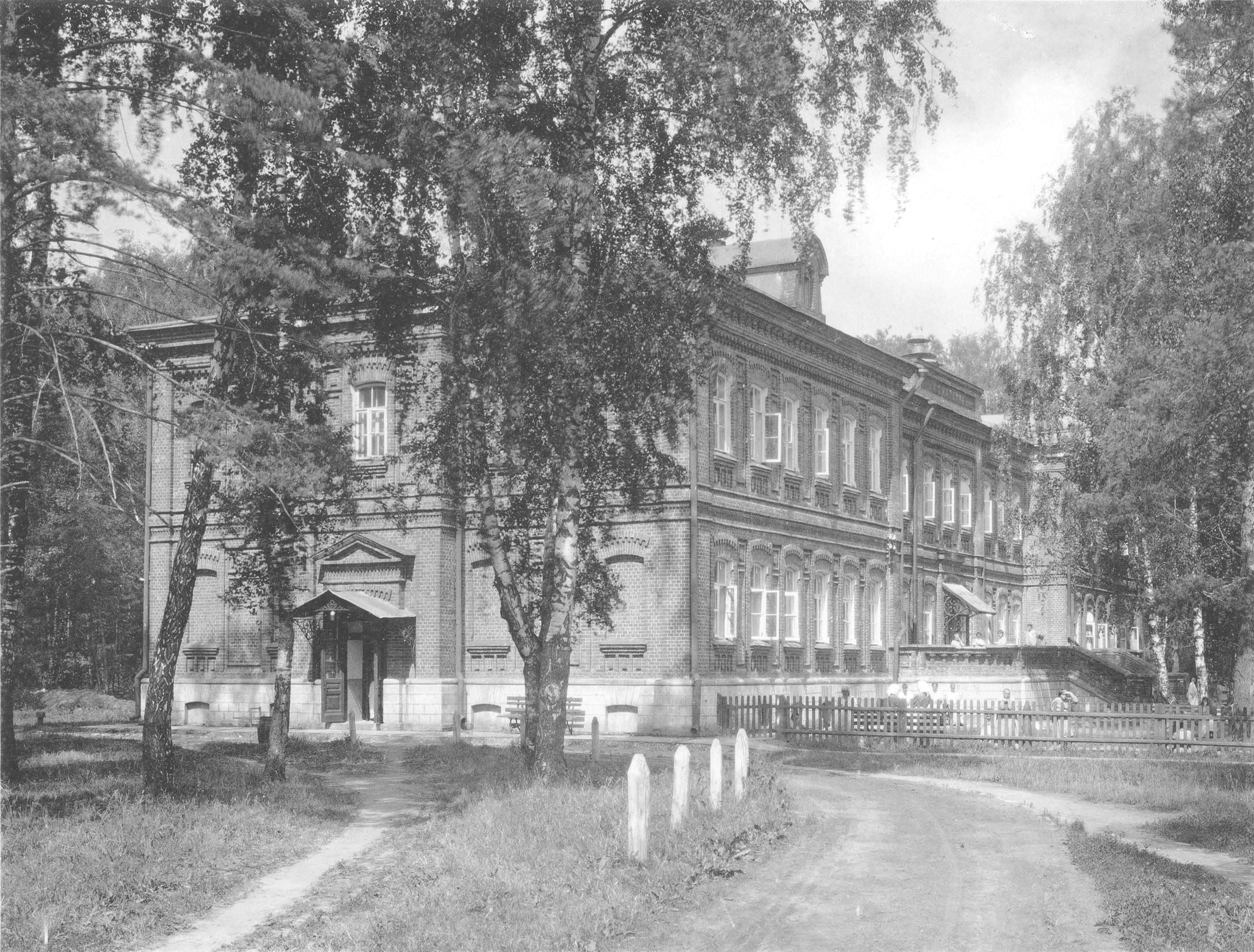
Психиатрическая больница им. Н. А. Алексеева на Канатчиковой даче. Корпус им. А. С. Капцова. Москва, 1913

Ещё в 1870-е годы многие земские врачи предлагали осуществить реформу — децентрализацию психиатрической помощи, чего так и не удалось добиться. Вместо этого происходило строительство обширных психиатрических колоний. Существенным изъяном был отрыв психиатрии от общей медицинской организации и отсутствие помощи психически больным на местах. Известный историк Т. И. Юдин по этому поводу писал:

Лишь в начале XX века, проделав длинный вынужденный путь централизованного и оторванного от общей медицины строительства гигантов-колоний, даже ведущие земские психиатры, сами строившие эти гиганты, стали задумываться, не являлись ли более правильными те пути организации психиатрической помощи, о которых ещё в 70-х годах говорили участковые врачи, и не является ли децентрализация, дифференциация учреждений и теснейшая связь с общемедицинским участком главной основой успеха дела.

Психиатрические колонии строились по павильонной системе. В частности, Курская колония состояла из 13 павильонов, на её строительство земством было затрачено около 1,5 миллионов рублей. Большие территории загородных колоний позволяли пациентам заниматься сельским хозяйством. Количество коек в колониях колебалось от 100 до 1000, штат врачей в каждой колонии насчитывал в среднем 4—6 человек.
В советской психиатрии, в отличие от западной, стремившейся преимущественно к амбулаторному лечению, преобладала обратная тенденция: усиленно строилось всё большее количество стационаров. Система психиатрической помощи в СССР была стационароцентричной; наиболее значительные лечебно-реабилитационные ресурсы сосредоточивались в крупных психиатрических больницах, а внебольничная реабилитационная помощь развита была недостаточно. Советская психиатрия была в значительной мере сосредоточена на изоляции лиц с психическими расстройствами от общества и осуществлении постоянного контроля над ними. Многие люди годами или даже десятилетиями пребывали в психиатрических учреждениях, находясь под воздействием тяжело переносимых препаратов.
До 1917 года общее число психиатрических коек в России было сравнительно невелико: в 1905 году — 128 психиатрических больниц с 33 607 койками (на 10 000 населения при этом приходилось 2,1 койки), в 1914 году — 96 психиатрических стационаров с 27 146 койками. В 1935 году на территории СССР функционировало 102 психиатрических больницы и 33 772 койко-места; к 1955 — около 200 психиатрических больниц, имевших 116 тысяч коек. С 1962 года по 1974 количество койко-мест возросло с 222 600 до 390 тысяч, к 1987 году их было 335 200. В период с 1990 по 2005 год число коек в психиатрических стационарах России сократилось с 200,6 тысяч до 167 тысяч. По данным 2013 года на 100 тысяч населения приходилось 105 психиатрических коек.
Тем не менее в СССР получили распространение и различные формы амбулаторной помощи: психоневрологические диспансеры, психоневрологические и логопедические кабинеты в детских поликлиниках, психотерапевтические кабинеты в поликлиниках, обслуживающих взрослое население, и т. п. Именно в Советском Союзе создаются первые в мире формы полустационарной помощи: в частности, первый дневной стационар был создан в 1933 году М. А. Джагаровым, главным врачом 1-й Московской (Преображенской) психиатрической больницы; впоследствии в отдельных регионах СССР были организованы вечерние стационары и стационар на дому. Амбулаторных психиатрических учреждений в СССР было намного меньше, чем стационарных: например, в конце 1980-х — начале 1990-х годов в Советском Союзе насчитывалось 284 психоневрологических амбулаторных учреждения, во многих из которых также были стационарные койко-места, и 491 психиатрическая больница.

## Структура психиатрической службы в России
- Психиатрические стационары
- Психоневрологические диспансеры
- Учреждения полустационарного профиля
- Психиатрические отделения и кабинеты в общесоматической сети
- Лечебно-производственные мастерские
- Детские и подростковые отделения
- Психоневрологические интернаты
- Дома-интернаты для детей с умственной отсталостью
- Вспомогательные школы, школы-интернаты и дошкольные учреждения для умственно отсталых детей
- Специализированные школы-интернаты для детей с речевыми расстройствами
- Общеобразовательные школы и профессиональные училища для детей и подростков с девиантным поведением
- Коррекционные школы

С 1975 года в отдельную структуру выделена наркологическая служба, располагающая сетью внебольничных и стационарных учреждений.

## Структура психиатрической больницы в России
| Структура психиатрической больницы |
| --- |
| - Приёмное отделение - Лечебные отделения - Общепсихиатрические (разделение по гендерному признаку) - Соматогериатрические - Психотерапевтические - Экспертные (для лиц, проходящих трудовую, судебную или военную экспертизу) - Судебно-психиатрические - Для лиц, содержащихся под стражей и отбывающих наказание - Для лиц, содержащихся без стражи - Для принудительного лечения: - С обычным наблюдением - С усиленным наблюдением - Со строгим наблюдением - Туберкулёзное - Детские - Подростковое - Наркологические отделения: - Для лиц, страдающих алкоголизмом - Для лиц, страдающих наркоманиями - Инфекционное (изолятор) - Лечебно-реабилитационные - Реанимационное (блок интенсивной терапии) - Отделения санаторного типа - Отделения неврозов - Отделения сестринского типа - Отделения острых психозов - Лечебно-диагностические отделения: - Функциональной диагностики - Физиотерапевтическое с кабинетом лечебной физкультуры - Рентгенологическое - Патологоанатомическое с цитологической лабораторией - Специализированные кабинеты: - стоматологический - хирургический - гинекологический - офтальмологический - отоларингологический - Лаборатории: - патопсихологическая - электрофизиологическая - биохимическая - клиническая - бактериологическая - серологическая - Диспансерное отделение - Дневной стационар - Ночной стационар - Помещения управления больницы - Вспомогательные отделения и службы: центральная стерилизационная, аптека, клуб для больных и помещения для проведения культтерапии, диктофонный центр, вычислительный центр - Административно-хозяйственные помещения: пищеблок, прачечная с дезинфекционной камерой, технические мастерские, склады, гараж, дезинфекционное отделение |

### Приёмное отделение
- Осуществляет в плановом порядке госпитализацию пациентов, направленных врачом-психиатром из психоневрологического диспансера или других медицинских учреждений, а также лиц, направленных судом на стационарную судебно-психиатрическую экспертизу.
  - Для госпитализации необходимо наличие направления врача-психиатра, паспорт, страховой полис или постановление суда.
- Осуществляет госпитализацию в экстренном порядке по направлению скорой помощи.

В приёмном отделении пациента осматривает врач-психиатр, определяет тяжесть психического состояния либо показания к проведению трудовой или военной экспертизы и уточняет показания к госпитализации. Оформляется медицинская документация (заводится история болезни), проводятся санитарно-гигиенические мероприятия (при необходимости). Комнаты в приёмном отделении расположены по принципу санитарного пропускника: смотровая комната, уборная, ванна. После всех необходимых мероприятий пациента направляют в одно из отделений больницы.
Имеющиеся при пациенте документы, деньги, ценные вещи и его одежда сдаются по описи на хранение до выписки из стационара.
Если госпитализация недобровольная, то начинается она именно в приёмном отделении — после того, как психиатр принимает решение о её необходимости, что налагает на него высокую ответственность. Так как каждый врач-психиатр независим в своих решениях, врач приёмного отделения вправе не согласиться с решением врача, проводившего освидетельствование на предшествующем этапе. В этом случае пациент, не давший согласия на госпитализацию, может быть отпущен из приёмного покоя или отделения психиатрического стационара. Если же психиатр приёмного отделения принял решение о недобровольной госпитализации, в дальнейшем проводится освидетельствование пациента комиссией психиатров больницы, направляющей (в случае, если они признали госпитализацию обоснованной) своё заключение в суд, который и выносит окончательное решение. До решения суда человек, госпитализированный в психиатрическую больницу, может недобровольно пребывать в стационаре не более 48 часов.

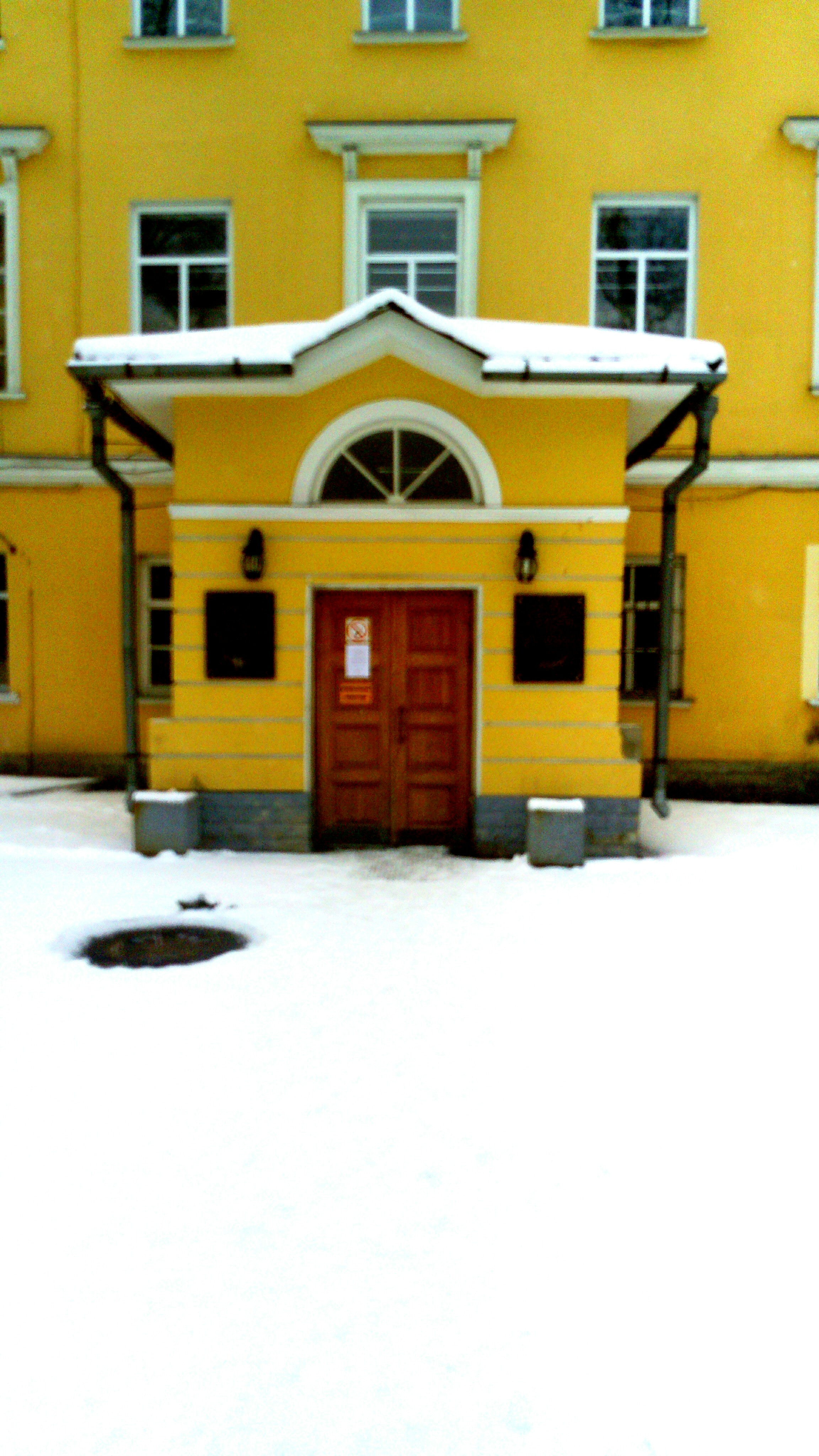
Психиатрическая больница святого Николая Чудотворца на Пряжке (Санкт-Петербург). Главный вход

### Общие отделения
Служат для стационарного лечения пациентов. Чаще всего поступающие распределяются по территориальному признаку (каждому отделению соответствует определённая территория на карте) и по гендерному (в мужское либо в женское отделение). Также существует отделение неврозов — для лиц с непсихотическими расстройствами.

### Специализированные отделения
С учётом возраста — детское и геронтологическое отделение. С учётом сопутствующей патологии, требующей особых условий лечения, — инфекционное и туберкулезное. Отделение реанимации — при угрожающих жизни состояниях; также в отделении реанимации проводится электросудорожная терапия.
Кроме того, может присутствовать отделение первого психотического эпизода, куда направляют пациентов с социально сохранными установками и положительным отношением к лечению, при отсутствии выраженной психотической симптоматики, отсутствии социально опасных установок у больного.
Судебно-психиатрическое отделение занимается проведением стационарной судебно-психиатрической экспертизы. В это отделение пациенты направляются по решению суда или с санкции прокурора. Срок стационарной судебно-психиатрической экспертизы не должен превышать 30 дней; при необходимости его могут продлить решением суда, однако не более чем до 90 дней.

## Архитектура и территория
Преобладающие типы построек в структуре стационарной психиатрической помощи — казарменный и павильонный. Наиболее распространён в России казарменный тип, использовавшийся для строительства гигантских окружных стационаров: зачастую больница этого типа представляет собой один большой многоэтажный корпус или несколько 3—4-этажных корпусов, расположенных неподалёку друг от друга.
При павильонном типе построек небольшие одноэтажные корпуса объединены общей территорией. Стационаров такого типа в России крайне мало, хотя пребывание в них благоприятно в плане лечения и реабилитации. Как правило, такие стационары построены в дореволюционную эпоху.
По данным мониторингового исследования, весной — летом 2003 года проводившегося в психиатрических больницах России Независимой психиатрической ассоциацией, Московской Хельсинкской группой и сетью региональных правозащитных организаций, около половины всех осмотренных стационаров расположены в помещениях, которые первоначально не предназначались для психиатрической службы: прежде это были военные или правоохранительные учреждения (колонии, военные части, бараки, стройбат), интернаты, детские сады, земские больницы, военные госпитали, частные имения, общежития и т. п. Обычно такие здания сохраняют свой прежний облик и планировку: полная реконструкция и приспособление их в соответствии со спецификой психиатрической службы чаще всего не проводились. По данным за 2014 год (доклад Уполномоченного по правам человека в РФ), часто психиатрические больницы находятся в таких помещениях, как бывшие тюрьмы, колонии, интернаты, дома престарелых.
Многие психиатрические больницы находятся в отдалении от урбанистических центров; некоторые практически не связаны с населёнными пунктами и пребывают в изоляции от внешнего мира — отсюда трудности сохранения пациентами контактов и социальных связей.
Территории стационаров нередко хорошо озеленены: чаще всего это искусственные посадки (деревья и цветники), иногда — лесные территории. Устройство и оборудование территорий чаще всего примитивное: порой это прогулочные дорожки и скамейки, спортивные сооружения и площадки, в худших случаях — дорожки и металлические сетки.
По официальной информации, в 2013 году число зданий, требующих капитального ремонта, составляло 42,1 % от всего количества зданий психиатрических стационаров (данные по 57 регионам России, 68 % от всех 83 регионов РФ). С 2000 года одна треть стационарных психиатрических объектов были признаны непригодными из-за антисанитарных условий. Часть психиатрических учреждений не имеет необходимой системы водоснабжения, канализации и регулярного электроснабжения.

## Жизненное пространство
Большинство психиатрических стационаров России были построены в советский период, когда на первое место, согласно советским представлениям о принципах организации психиатрической помощи, выдвигались требования изоляции пациентов и возможности прямого наблюдения за ними; другие аспекты, необходимые для успешного лечения и реабилитации, не учитывались. Это обусловило специфику организации жизненного пространства пациентов. Данные принципы в постсоветское время признаны ошибочными.
Во многих психиатрических стационарах сохранились решётки на окнах, хотя приказ Минздрава от 11 апреля 1995 года, регламентирующий правила устройства и оборудования психиатрических больниц, предписывает использовать окна из специального небьющегося стекла и запрещает использование металлических решёток. Преобладают большие палаты, на 12—15 и более человек, с отсутствием дверей и невозможностью уединиться. Иногда количество койко-мест в палатах достигает 40—60. 1—2-местные палаты в стационарах обычно отсутствуют.
Жизненное пространство пациента в некоторых больницах ограничено 3 м² и менее; отмечались случаи, когда в отделении на человека приходилось 1,5 м². Согласно данным за 2013 год, палатная площадь, приходящаяся на 1 пациента, в среднем составляла 4,8 м², хотя по официальным нормативам она должна составлять 6 м² для обычных психиатрических палат и 7 м² — для надзорных.
Из-за переполненности отделений в палатах сдвинуты койки, и свободный проход к ним пациентов нарушен. Иногда по причине скученности в палатах койки размещают в коридорах.
В палатах чаще всего отсутствует какая бы то ни было мебель, кроме тумбочек и кроватей; нередко нет и тумбочек, либо же одна тумбочка приходится на нескольких (четверых, пятерых, шестерых и т. п., а порой и десятерых) человек. В связи с этим пациенты вынуждены хранить личные вещи в неприспособленных для этого местах: под подушкой, под матрасом либо на окне.
Для интерьера палат длительное время была характерна, а в ряде стационаров остаётся характерной казённая обстановка: голые стены, отсутствие предметов домашнего обихода, украшений. В других случаях присутствуют репродукции на стенах, зеркала и т. п.
В отделениях зачастую отсутствуют приспособленные помещения для комнаты отдыха; в качестве помещений для отдыха и проведения досуга используются столовые, холлы или коридоры. Во многих случаях имеющиеся комнаты отдыха никак не оформлены, а порой и ничем не оборудованы либо же не всегда являются доступными для пациентов (открыты лишь по определённым часам или находятся за пределами отделения).
Чаще всего в стационарах имеются отдельные помещения для столовых, но в некоторых больницах такие помещения отсутствуют, и столы установлены в коридорах или холлах отделения.
Во многих психиатрических больницах не решена проблема обеспеченности отделений санитарно-техническим оборудованием, и пациенты лишены возможности принимать ежедневно душ и отправлять свои физиологические потребности в условиях уединения. По соображениям безопасности в туалетах часто отсутствуют кабинки и двери.
По данным Всемирной организации здравоохранения, психиатрические больницы во многих странах мира тоже имеют низкий уровень оснащённости; порой отсутствуют даже такие удобства, как туалеты, кровать и места для хранения личных вещей. Например, в ходе проверки психиатрических клиник в Индии, результаты которой были опубликованы в 1999 году, обнаружилось, что общее соотношение количества коек к числу пациентов составляет 1:1,4, в результате обычна такая ситуация, при которой пациенты вынуждены спать на полу, порой холодном и влажном. Отмечалась нехватка водопроводной воды, в некоторых случаях — отсутствие горячей воды даже в зимнее время.

## Особенности режима и надзора. Условия содержания

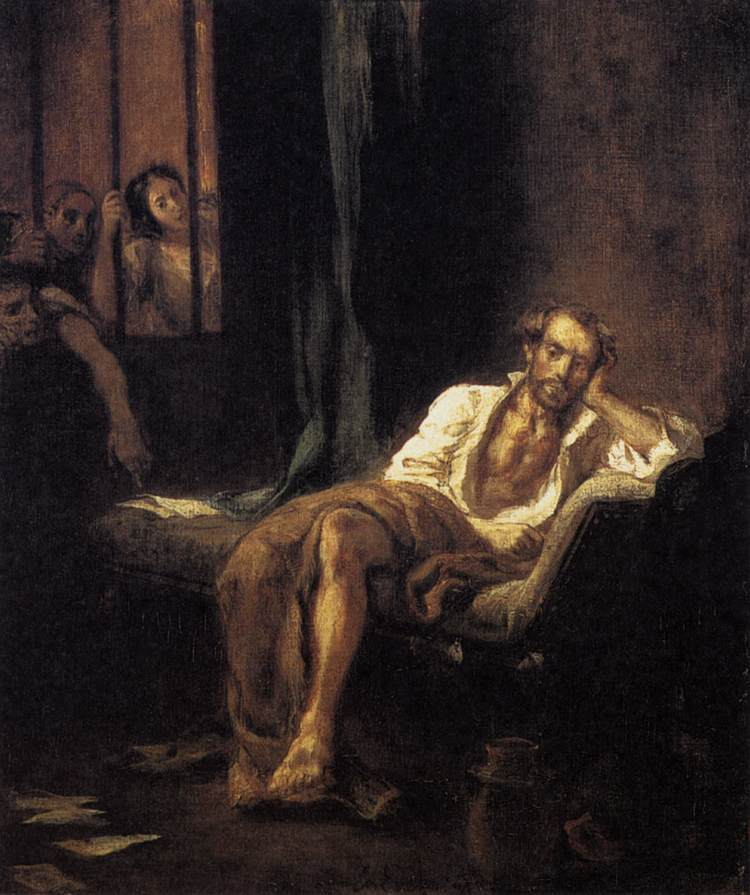
Картина Делакруа, изображающая итальянского поэта XVI века Торквато Тассо. С 1579 по 1587 годы он находился на лечении в больнице Святой Анны

В российских психиатрических стационарах сохраняется установка на максимальное ограничение самостоятельной активности пациентов, что приводит, в частности, к режиму закрытых дверей. Наружные двери отделений, а также двери всех кабинетов обычно закрываются на специальные ключи, и пациенты часто не имеют возможности самостоятельно пройти ни в одну из комнат (кроме туалетной комнаты), включая комнату отдыха. Режим открытых дверей существует лишь в некоторых санаторных отделениях.
В отделениях устанавливается обязательный для всех распорядок дня с чётко фиксированным временем утреннего подъёма, приёма пищи, медикаментов, осуществления других лечебных процедур, прогулок, трудотерапии, культурных развлечений и отхода ко сну.
Большинству пациентов запрещается покидать пределы больницы, в связи с чем прогулки разрешены, как правило, лишь на территории стационара. Распространена практика ограждения двориков для различных категорий пациентов (внутренними заборами или металлическими сетками вокруг прогулочных площадок). В некоторых стационарах пациенты лишены возможности выходить на прогулки. Нередко причинами, по которым они лишаются права на прогулку, являются не только их состояние, но и нехватка верхней одежды и обуви для прогулок, нехватка персонала, сопровождающего пациентов при передвижении за пределами стационарного отделения, недостаточная изоляция территории, отсутствие должного финансового обеспечения. Для лишения права пациентов на прогулку используются и такие доводы, как «плохое» поведение пациента, нарушение им правил внутреннего распорядка, пребывание пациента в надзорной палате, недееспособный статус пациента, его недобровольная госпитализация по решению суда и т. п. Часто основанием для лишения прогулок становится отсутствие соответствующего предписания в правилах внутреннего распорядка больницы. Между тем, как следует из Определения Конституционного Суда РФ от 29 сентября 2011 года по жалобе гражданина В. В. Данилина, право на прогулки является неотъемлемым правом любого пациента психиатрического стационара, в том числе и пациентов, госпитализированных недобровольно.
Свидания с посетителями во многих учреждениях разрешены ежедневно в определённые часы (ограничения в этих учреждениях редки и касаются в основном случаев, когда пациент находится в остром состоянии и помещён в наблюдательную палату). В других стационарах существуют те или иные жёсткие ограничения, распространяющиеся на всех пациентов и касающиеся времени или условий свидания: например, разрешение свиданий лишь два или один раз в неделю; возможность их только в присутствии сотрудника больницы (медсестры, социального работника или санитара); разрешение встреч лишь с родственниками, но не с друзьями пациента; необходимость получить разрешение на свидание у заведующего отделением; и т. п. Пациентам запрещают видеться с адвокатами и другими избранными ими представителями; администрация не принимает от этих представителей жалобы и заявления.
Законодательное право пациентов пользоваться телефоном часто не обеспечено имеющимися возможностями: во многих отделениях отсутствуют телефоны, звонки можно осуществлять лишь из административного корпуса, приёмного отделения и т. п., обязательно в сопровождении персонала и с разрешения лечащего врача; пользование мобильными телефонами чаще всего запрещено. Распространены ограничения телефонных звонков, связанные с состоянием пациента: пока пациент находится в плохом состоянии, ему запрещают звонить, утверждая, что таким образом оберегают родственников и пациента. Корреспонденция пациентов (в том числе жалобы в государственные органы) нередко цензурируется; некоторые письма — из входящей или исходящей корреспонденции — изымаются. Нарушается гарантированное законом о психиатрической помощи право пациентов подавать без цензуры жалобы и заявления в органы власти, прокуратуру, суд и адвокату. Эти обращения перлюстрируются и вместо направления адресату подшиваются в историю болезни или уничтожаются.
Как правило, в стационаре воспрещается иметь при себе острые, колющие и режущие предметы, к которым относятся бритвы, ножницы, ножи, вилки, стеклянная посуда и др. Обычно они изымаются в приёмном отделении при госпитализации; с этой целью также в дальнейшем просматриваются посылки и передачи, периодически — тумбочки и другие места, где пациенты хранят предметы личного пользования. Перестраховываясь, персонал стационаров повсеместно отбирает у пациентов пояса, что нередко является неоправданной мерой.
В случаях, когда пациенты находятся в возбуждённом состоянии и могут совершать агрессивные или аутоагрессивные поступки, применяются меры физического стеснения. К ним относится так называемая мягкая фиксация: пациента широкими матерчатыми ремнями привязывают к кровати за руки и ноги (иногда вместо ремней используются полотенца). Мониторинговое исследование, проведенное в 2003 году, показало, что в некоторых стационарах применяется заворачивание в мокрую простыню в случае возбуждения; в других — привязывание к креслу; порой применяются и смирительные рубашки, невзирая на принятый в российской психиатрии отказ от них.
Результаты проведенных мониторингов показали, что нарушения прав пациентов психиатрических больниц носят массовый характер. В российских психиатрических стационарах отмечаются:
- неудовлетворительные условия содержания, скученность в палатах[36][46];
- нехватка младшего персонала[36][46], текучесть кадров, в некоторых случаях — приём на работу лиц с судимостью, страдающих алкоголизмом, нередко случаи агрессии по отношению к пациентам[36], жестокого обращения с ними, снабжения их алкоголем и др.[46];
- частые случаи агрессии пациентов по отношению друг к другу, в особенности мелких стычек, не приводящих к серьёзным телесным повреждениям[36]:
- скудное и однообразное питание[25], порой дефицит продуктов[25][37][44][47];
- антисанитария[44], отсутствие возможности часто принимать душ[38][44], отправлять свои физиологические потребности в условиях уединения[38];
- использование пациентов в качестве бесплатной рабочей силы — при уборке отделений и больничных территорий, в ремонтных работах[28][36][37][40][45], в пищеблоке, прачечной[38][40], при разгрузке автомашин, переноске тяжестей[28][45].
- в некоторых регионах — отсутствие современных психофармакологических и противосудорожных средств, применение излишне тяжёлых препаратов, вызывающих множество побочных эффектов[38].

Не всегда удовлетворительны условия пребывания пациентов и в западных психиатрических стационарах. Так, в Великобритании пациенты жалуются на то, что им не хватает прогулок и свежего воздуха, на грубость и неотзывчивость персонала и отсутствие какой бы то ни было умственной деятельности в больнице (отсутствие возможности для труда, творчества, чтения, учёбы). Мониторинг выявил нехватку персонала в психиатрических учреждениях и отсутствие его специального обучения. Неправительственная организация MIND проводит кампании по созданию благоприятных условий лечения пациентов, ведёт переговоры с представителями Министерства здравоохранения, публикует и распространяет материалы об условиях содержания в психиатрических учреждениях. Как правило, в этих материалах содержится и отчёт о положительных изменениях в работе тех или иных учреждений, учитывающий отзывы пациентов.

### Особенности режима в различных отделениях и палатах
В российских психиатрических стационарах наиболее жёсткий режим контроля за поведением и дополнительная охрана существуют в отделениях для принудительного лечения пациентов, совершивших правонарушения и признанных невменяемыми. В отделениях санаторного типа принят наиболее мягкий режим: для таких отделений характерна система открытых дверей, и пациентам предоставляется отпуск.
Разделение палат на наблюдательные (надзорные), общие и небольшие в российских психиатрических больницах практикуется для того, чтобы подобрать пациенту наиболее подходящую среду и наиболее адекватную меру стеснения. Небольшие палаты предназначены для пациентов, стремящихся к уединению.
В некоторых больницах присутствуют дневные стационары, что позволяет пациентам выбрать удобный для них режим, связанный с меньшим ограничением их свободы, препятствует развитию госпитализма, позволяет сохранить социальные навыки и мобильность, проводить значительную часть времени в привычной домашней обстановке.

#### Наблюдательная (надзорная) палата

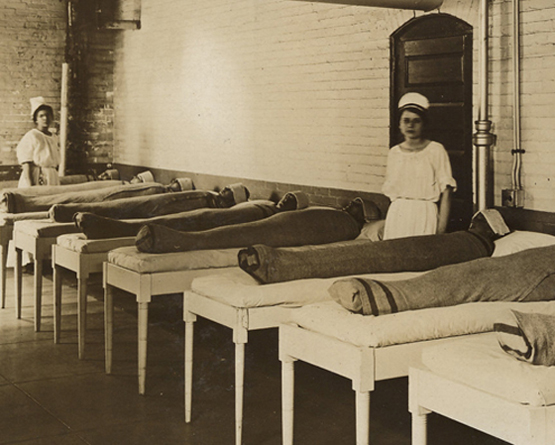
Психиатрическая больница XIX века

Специальная палата для больных с выраженными суицидальными, агрессивными тенденциями либо нуждающихся в дополнительном уходе, для пациентов, грубо нарушивших режим, а также для лиц, проходящих трудовую экспертизу. В наблюдательной палате (или непосредственно рядом с ней) имеется круглосуточный медицинский пост. Пациенту запрещено покидать её по собственному желанию; выход из палаты разрешается, как правило, только в сопровождении медперсонала либо только в туалет и столовую. Часто входная дверь закрывается снаружи на замок, а санузел оборудуется прямо в палате.
В наблюдательных палатах особенно часто применяются меры физического стеснения, нередко присутствуют решётки на окнах и небьющиеся стёкла. Часто в таких палатах отсутствует другая мебель, помимо кроватей.
В некоторых российских стационарах из-за нехватки помещения и персонала пациенты помещаются вместо наблюдательной палаты в легко просматриваемый коридор.
Соотношение количества пациентов, лежащих в наблюдательных палатах, и общего количества пациентов в отделениях варьируется очень широко и в некоторых российских стационарах достигает 1:2. По данным мониторинга за 2003 год, в 24 % общепсихиатрических отделений в наблюдательных палатах находится каждый третий или четвёртый пациент, будучи таким образом дополнительно ограничен в своей свободе. В некоторых отделениях в наблюдательные палаты помещаются все поступающие пациенты, вне зависимости от тяжести их состояния.

## Критика
Антипсихиатрическое движение подвергало психиатрические стационары интенсивной критике, в том числе с использованием введенного американским социологом Ирвингом Гофманом термина «тотальная институция»:67, глубоко критиковавшим психиатрические больницы за присущие им стигматизацию и антитерапевтические эффекты (см. госпитализм).

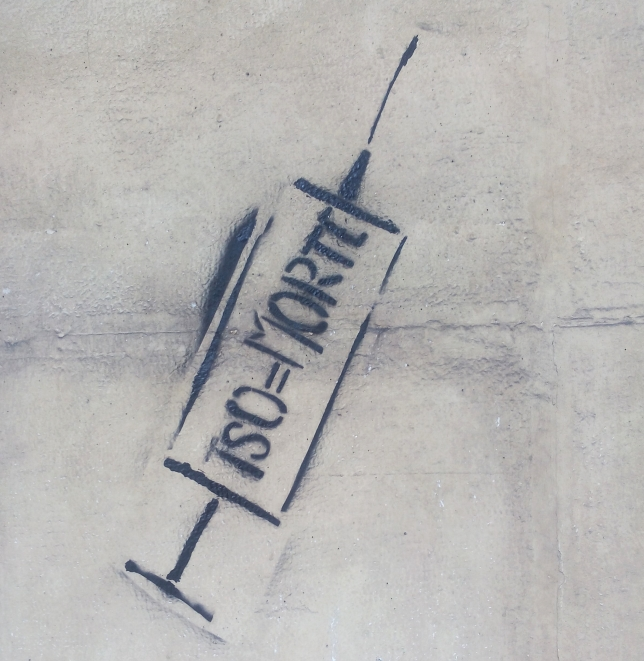
Граффити в Турине (Италия), выражающее протест против недобровольного лечения. Надпись «TSO=MORTE» означает «Недобровольное лечение = смерть»

Психиатрическая больница, согласно Гофману, является одной из самых жёстких разновидностей тотальных институций. Модель, в соответствии с которой функционирует психиатрия, обладает, по словам Гофмана, определённой двойственностью: с одной стороны, психиатрическая доктрина требует этического нейтралитета в общении с пациентами, но с другой стороны, психиатры, подобно сотрудникам правоохранительных органов, рассматривают пациента как потенциально опасного для общества. Госпитализированный в психиатрическую больницу не получает тех услуг, которые ему необходимы, с ним ведут себя не как с обычным соматическим больным, занимаясь просто лечением его заболевания, а вместо этого изолируют как угрожающий обществу элемент и подвергают стигматизации. Гофман отмечает, что жизнь психиатрической больницы подчинена общим принципам функционирования тотальных институций (таких как тюрьмы, исправительные лагеря, концентрационные лагеря, монастыри, приюты, лепрозории, армия и др.), а между тем, по его представлению, психиатрия должна функционировать по сервисной модели, в соответствии с которой функционирует остальная медицина.
Гофман подчёркивает, что в тотальной институции обычно имеется многочисленная группа обитателей и малочисленная группа персонала, причём обитатели выступают мишенью воздействия, которое осуществляет персонал. Пропасть между первыми и вторыми огромна, что приводит к возникновению стереотипов: одна группа воспринимает другую лишь в негативных и стереотипных рамках. Обитатели, едва лишь они оказываются в тотальной институции, сразу же наделяются презумпцией виновности, которая оправдывает всё, что происходит с ними в стенах учреждения: «…Как только обитатель входит в её [тотальной институции] пределы, персонал считает, что вхождение является презумпцией доказательства, что этот человек принадлежит к тем, для кого была создана институция» (при госпитализации в психиатрическую больницу — к психически больным).
Когда человек становится «обитателем» тотальной институции, его «я», по словам Гофмана, претерпевает определённую трансформацию: происходит нечто вроде дискультурации или «разобучения», в процессе которых блокируется возможность управлять собственным поведением, реагировать на ситуации, приспосабливаться к изменениям во внешнем мире, и эта блокировка становится фундаментом, на который наслаиваются дальнейшие изменения и воздействия. Человек сталкивается, как отмечает Гофман, «с рядом унижений, обесцениваний, оскорблений». В психиатрической больнице всё направлено на подавление личностной идентичности: организация пространства, распорядок дня, техники обращения с пациентами, постоянное наблюдение. Центральным при этом является отрыв от прежней социальной роли и лишение пациента права на индивидуальность: человек больше не может сам формировать своё «я», этим процессом вместо него управляет персонал. Обитатель тотальной институции постоянно пребывает в компании большого числа других обитателей, тотальная институция никогда не оставляет его наедине с собой и благодаря этому разрушает его личные границы, его «я». Гофман показывает, каким образом у пациентов, находящихся в социальной и физической изоляции в психиатрических больницах, неизбежно формируется поведение и роль «психически больного», и анализирует факторы и механизмы данного процесса в контексте межличностных взаимодействий и отношений.

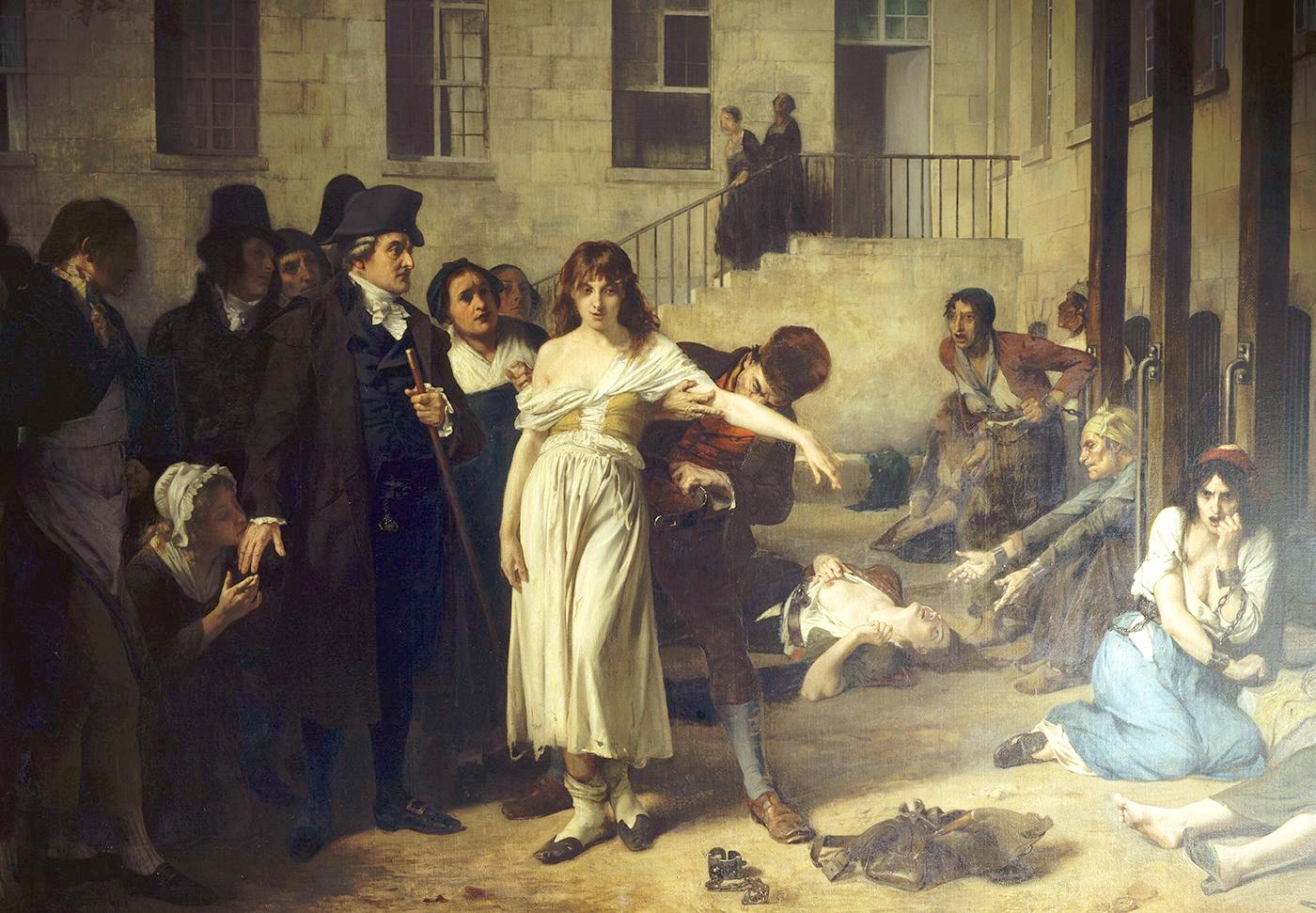
Филипп Пинель снимает цепи с безумных в Сальпетриере в 1795 году. Картина Тони Робер-Флёри

Французский философ Мишель Фуко в своей знаменитой книге «История безумия в классическую эпоху» утверждал, что формирование клинической психиатрии и возникновение единого социального института изоляции безумных — психиатрической больницы в её нынешнем виде осуществились благодаря преобразованию системы изоляции лишних для капиталистического способа производства, не вписывающихся в его рамки людей и что развитие системы специальных учреждения для умалишённых имеет в своей основе экономические и политические причины: проникновение капиталистического способа производства во все сферы жизни, перестройка политической системы общества и др. Освобождение безумцев Пинелем Фуко считает не более чем мифом: в психиатрических лечебницах эпохи Пинеля и позднее безумец становится, как отмечает Фуко, «объектом для другого», что осуществляется благодаря понятиям Труда и Взгляда; терапевтическое вмешательство в существование безумца неразрывно связано с понятием вины — виновность делает сумасшедшего объектом наказания, постоянно присутствующего в его сознании и в сознании другого. Введение безумца в искусственно созданные границы признаётся его «излечением». «Лечебница эпохи позитивизма, заслуга создания которой приписывается Пинелю, — пишет Фуко, — это не пространство свободы, где наблюдают больных, ставят им диагноз и проводят терапию; это пространство правосудия, где человека обвиняют, судят и выносят ему приговор и где освобождение достигается лишь через перенос судебного процесса в глубины собственной психологии, то есть через раскаяние».
В другой своей книге, «Психиатрическая власть», Фуко отмечает, что в рамках психиатрической власти от безумного требуется признание некоторой принятой в обществе реальности, и он освобождается из лечебницы, если согласится с определённым видом реальности, с «правильной» (нужной) точкой зрения. Истина в подобного рода «лечении» играет малозначимую роль, поскольку, во-первых, важна не фактологическая верность этой «истины», а признание само по себе; во-вторых, необходимо признание не об абстрактных истинах, а о фактах биографии пациента; в-третьих, эти факты должны быть определённым образом структурированы (место рождения пациента, место его работы, его гражданский статус и т. д.). Таким образом, имеет место навязывание реальности, а не утверждение истины как таковое. Пациент принуждается к определённой реальности, и это именуют «излечением». Целью психиатрического «руководства» является придание реальности силы и статуса принудительной власти. Реальность благодаря этому становится неизбежной и обязательной и получает своего рода силовое дополнение; внутрибольничная власть выступает в качестве власти самой реальности, репродуцируя эту реальность. Реальностью здесь считаются 1) воля другого индивида, являющегося носителем власти, 2) предписываемые индивиду прошлое и его идентичность (то есть обязательный для пациента анамнез), 3) реальность безумия (пациента заставляют поверить в то, что он болен), 4) совокупность техник порождения потребностей, побуждения пациентов к труду и включения их в систему экономического обмена.
Известный итальянский психиатр и реформатор психиатрии Франко Базалья описывал состояние больного, помещённого в психиатрическое учреждение, смелым для того времени понятием «институциональный психоз». Он отмечал, что запертый в четырёх стенах человек деградирует, его безумие видоизменяется, слабеет, совершенно лишается энергии, воля пациента атрофируется, в результате чего лечение становится бессмысленным, так как психиатры борются с проблемой, которую сами же создают. Базалья так описывал типичного стационарного пациента: «Он тот, кто кажется абсолютно дисциплинированным, покорным воле санитаров и врача, безропотно позволяет себя одеть, вымыть, накормить, позволяет или соглашается привести в порядок свою комнату утром, тот больной, который не осложняет собственными действиями работу персонала, а покорно, пассивно приспосабливается к власти администрации, опекающей его». Типичный стационарный пациент на завершающей стадии его больничной жизни — это обезличенный человек, лишённый силы, энергии, прав, способности к решительным действиям. По мнению Базальи, личность пациента психиатрической больницы, разрушенную и фрагментированную насильственным разрывом связи с окружающим миром, можно восстановить, только отменив режим учреждения и поэтапно используя волю больного («силу безумия») как освобождающую силу, позволяющую индивиду реорганизовать содержание своей жизни:30,31,42,46:126